# 卡帕多西亚

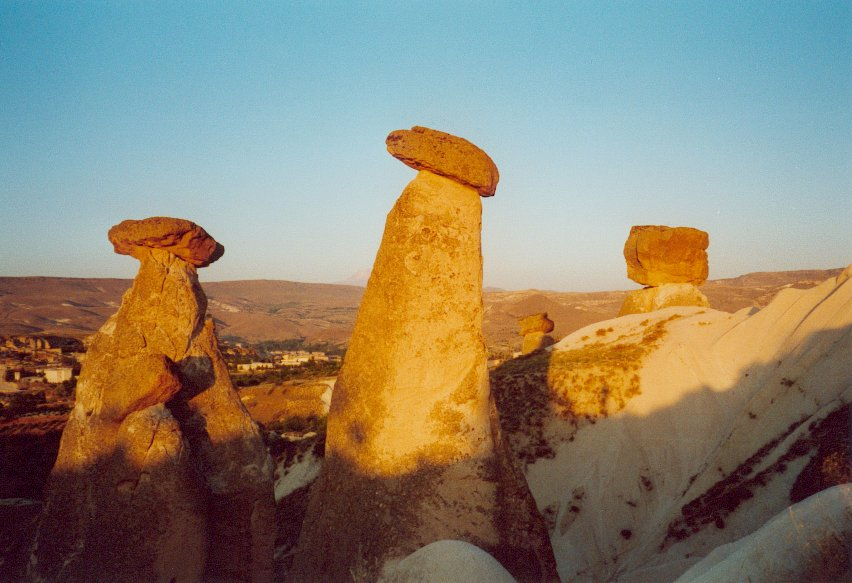
卡帕多西亚地区的喀斯特地貌

卡帕多西亚（羅馬化：Kappadokía，羅馬化：Katpatuka），又譯卡帕多奇亚、卡帕多细亚、卡帕多基亚、卡帕達奇亚，亚洲历史上的一个地区名，大致位于歷史上安纳托利亚地區中部，現今土耳其內夫謝希爾、開塞利、阿克薩賴、尼代。在古希腊历史学家希罗多德的时代，卡帕多西亚包括了从托罗斯山脉至黑海之间的广大地域。 
如此定义的卡帕多西亚，其南面以托罗斯山脉为界，东抵幼发拉底河，北面与本都接壤，西面与中央盐碱荒原相接。具体的范围之广度则很难予以确定。斯特拉波是唯一的专门记述过这一地区情况的古典作家，但是他夸大了卡帕多西亚的面积；人们现在知道，卡帕多西亚东西大约为400公里，而南北只有240公里。

## 地名来源
古典作家稱卡帕多西亚这个名字是其邻居波斯人起的。在同时期的希腊语文献中，卡帕多西亚人被称做“叙利亚人”或“白叙利亚人”。罗马帝国时期的犹太历史学家约瑟夫斯在其著作中声称，这些“白叙利亚人”实际上是圣经中挪亚第三子雅弗的儿子米设的后代，原来被称做“米设人”，如今则被称为卡帕多西亚人。在阿契美尼德王朝的最后几位波斯国王统治时期，这些卡帕多西亚人生活的地区被分成了两个行政区域，其中位于中央和内陆的部分继续被称做卡帕多西亚，而另一部分则成为本都。这次分裂大概发生在古典作家色诺芬生活的时代之前。在波斯帝国被亚历山大大帝征服后，这两个部分仍然分裂；本都成为希腊化时代一支重要的政治力量，而卡帕多西亚这个名字只被用于指称原来内陆的那个省份（大卡帕多西亚）了。
卡帕多西亚王国至少在斯特拉波生活的时代仍然以名义上独立的形式存在着。奇里乞亚成为这片土地的新名称，其首府则是恺撒里亚（与北非的恺撒里亚不是一个地方）。斯特拉波著作中提到的仅有的两座卡帕多西亚城市就是恺撒里亚和位于托罗斯山脉附近的塔亚纳。
卡帕多西亚的基本地质特征是高原。

## 历史
历史学家们对于波斯帝国统治前的卡帕多西亚地区的历史知道的很少。据信这块土地是第一支使用铁的民族赫梯人的发祥地。赫梯帝国崩溃后，卡帕多西亚居住着穆什基人。穆什基人在前6世纪被吕底亚国王克罗埃苏斯击败，在那以后卡帕多西亚陷入分裂，由许多小王公所统治。至少在大流士一世时代，卡帕多西亚已是波斯帝国的辖地，但是担任总督的都是些本地王公。在亚历山大大帝东征时期，卡帕多西亚的总督是阿里阿拉特一世；他在波斯帝国崩溃后实际上建立了自己的王朝。此后卡帕多西亚的历史即为阿里阿拉特王朝的历史。
亚历山大本人从未到过卡帕多西亚，他满足于让这个小公国充当自己的藩属，而没有打算去征服它。由于阿里阿拉特一世的灵活态度，他的家族保住了对卡帕多西亚的统治权。在亚历山大死后，他的一名将领歐邁尼斯打算在小亚细亚建立自己的地盘，于是入侵卡帕多西亚并将阿里阿拉特杀死；但歐邁尼斯一死，阿里阿拉特的儿子阿里阿拉特二世就恢复了本家族的政权。
在罗马崛起的时代，卡帕多西亚成为与罗马发生紧密联系的国家，首先是作为敌人出现（卡帕多西亚曾是塞琉古帝国国王安条克大帝反对罗马的同盟者）。然而很快卡帕多西亚又成为罗马人反对马其顿国王珀爾修斯的同盟军。塞琉古帝国在亚洲的权力崩溃之后，卡帕多西亚就彻底倒向罗马了。国王阿里阿拉特五世曾协同罗马统帅克拉苏讨伐阿里斯东尼克，后者反对帕加马国王阿塔罗斯三世在遗嘱中将帕加马交与罗马的做法并自立为王。在阿里阿拉特五世死后不久，卡帕多西亚开始受到本都国王米特里達梯六世的侵袭，后者把卡帕多西亚视为其扩展势力所必须征服的一个地方。
在阿里阿拉特九世在位时期，米特里達梯六世一度征服了卡帕多西亚，但最终被罗马逼退。一位本地王公阿里奥巴尔赞一世成为卡帕多西亚国王（前93年），但是他的地位直到罗马彻底击败米特里達梯及其同盟者亚美尼亚国王提格兰二世之后才得以稳固（约前63年）。在罗马内战时期，阿里阿拉特王朝的卡帕多西亚国王们时而支持庞培，时而支持尤利乌斯·恺撒，时而又转向马克·安东尼。马克·安东尼杀害了卡帕多西亚国王阿里阿拉特十世，最后消灭了伊朗化的阿里阿拉特王朝；他扶植了另一个本地王公阿尔刻拉奥斯充当罗马在当地的傀儡。公元17年，提比略皇帝干脆取消了卡帕多西亚的独立地位，把它变为帝国的一个行省。 
卡帕多西亚的文化深受伊朗文化的影响。它的王室和贵族完全伊朗化，国家组织也接近于波斯帝国。
在卡帕多西亚发现了地下城市，它们大抵是早期基督教徒躲避罗马帝国迫害的藏身之所。

## 现代旅游业

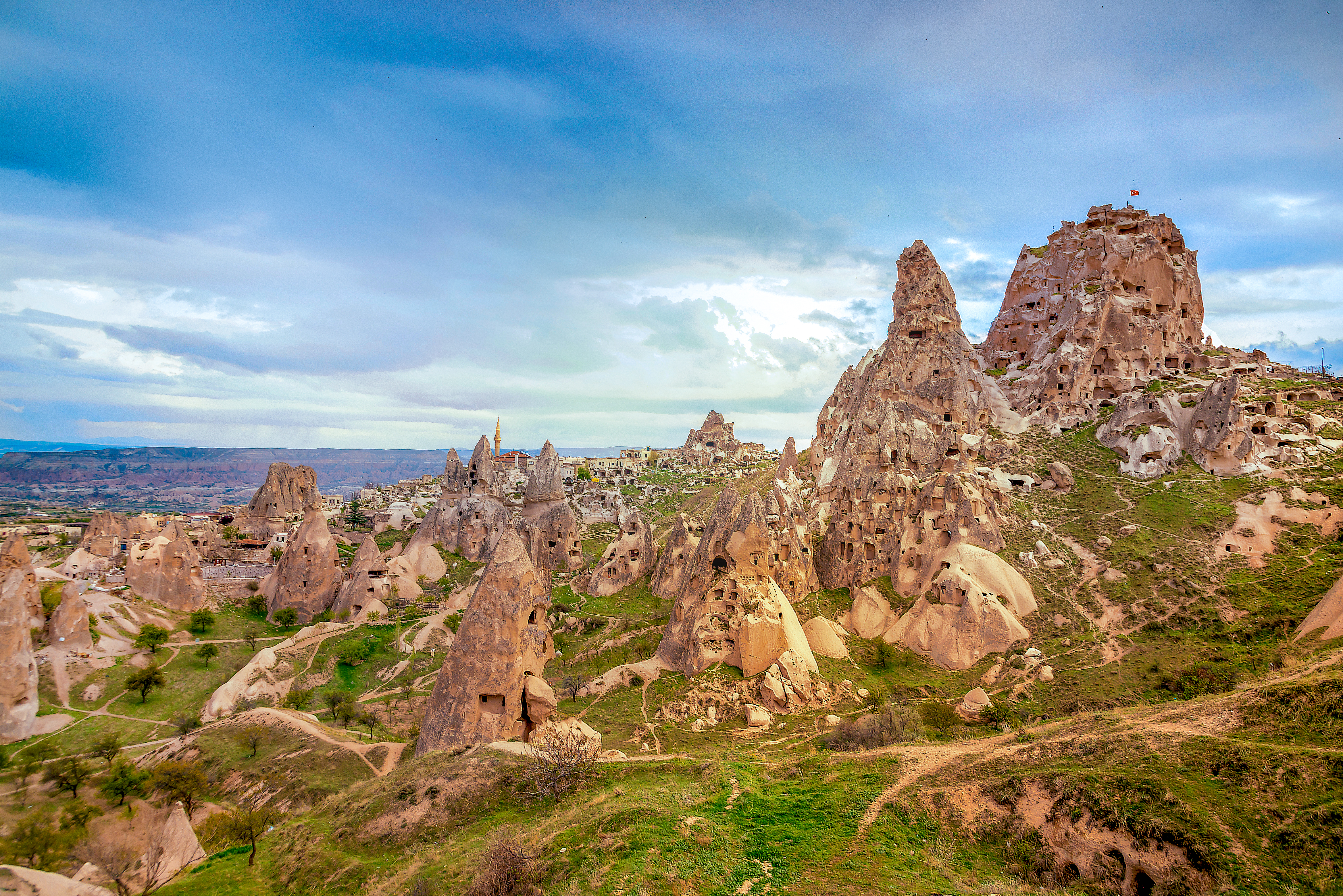
卡帕多西亚童话般的地貌

卡帕多西亚地区是一个热门的旅游目的地，因其有许多独特的地理、历史和文化特色区域。西南的主要城市开塞利开通有到土耳其主要城市安卡拉和伊斯坦布尔的航空和铁路服务。
卡帕多西亚最重要的旅游城市和目的地有：尤尔基普哥乐、Ihlara谷、Selime、Guzelyurt、乌其希萨尔、阿瓦诺斯和Zelve。其中值得看的是地下城德林库尤、依马克勒、Gaziemir和Ozkanak。复杂的岩石教堂里具有高超的壁画和石刻，可以追溯到公元9世纪到11世纪。热气球飞行在卡帕多西亚也非常流行。

### 涉及华人的事故
2012年10月23日，香港康泰旅行社土耳其团一名31岁男领队杨晓峰，在卡帕多西亚（Cappadocia）奇石区一酒店门外打点旅游巴期间，被高处坠下的大块石柱重击其头部，伤重不治。 

## 图库
- 卡帕多西亚地形视频

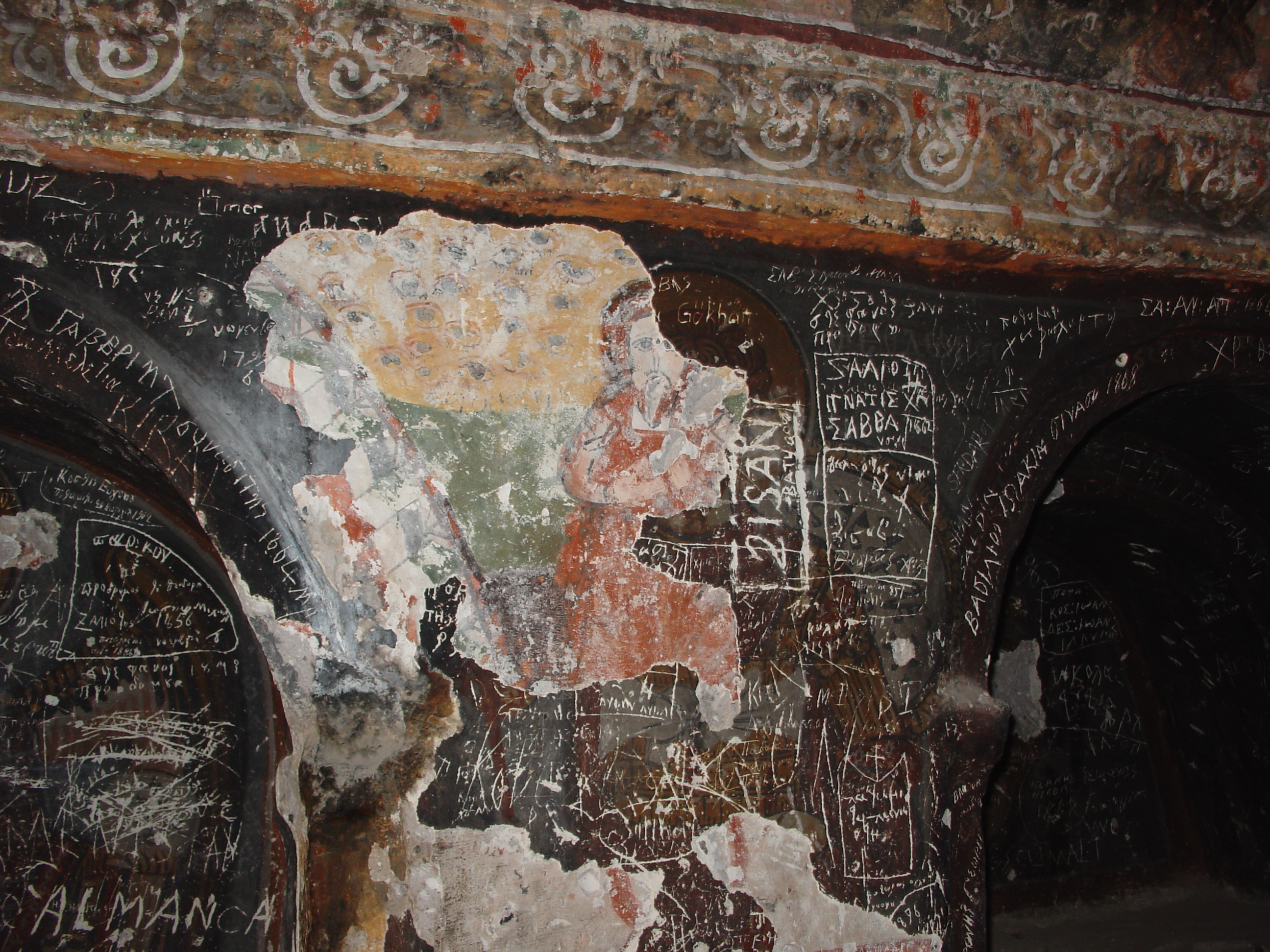
石窟藝術
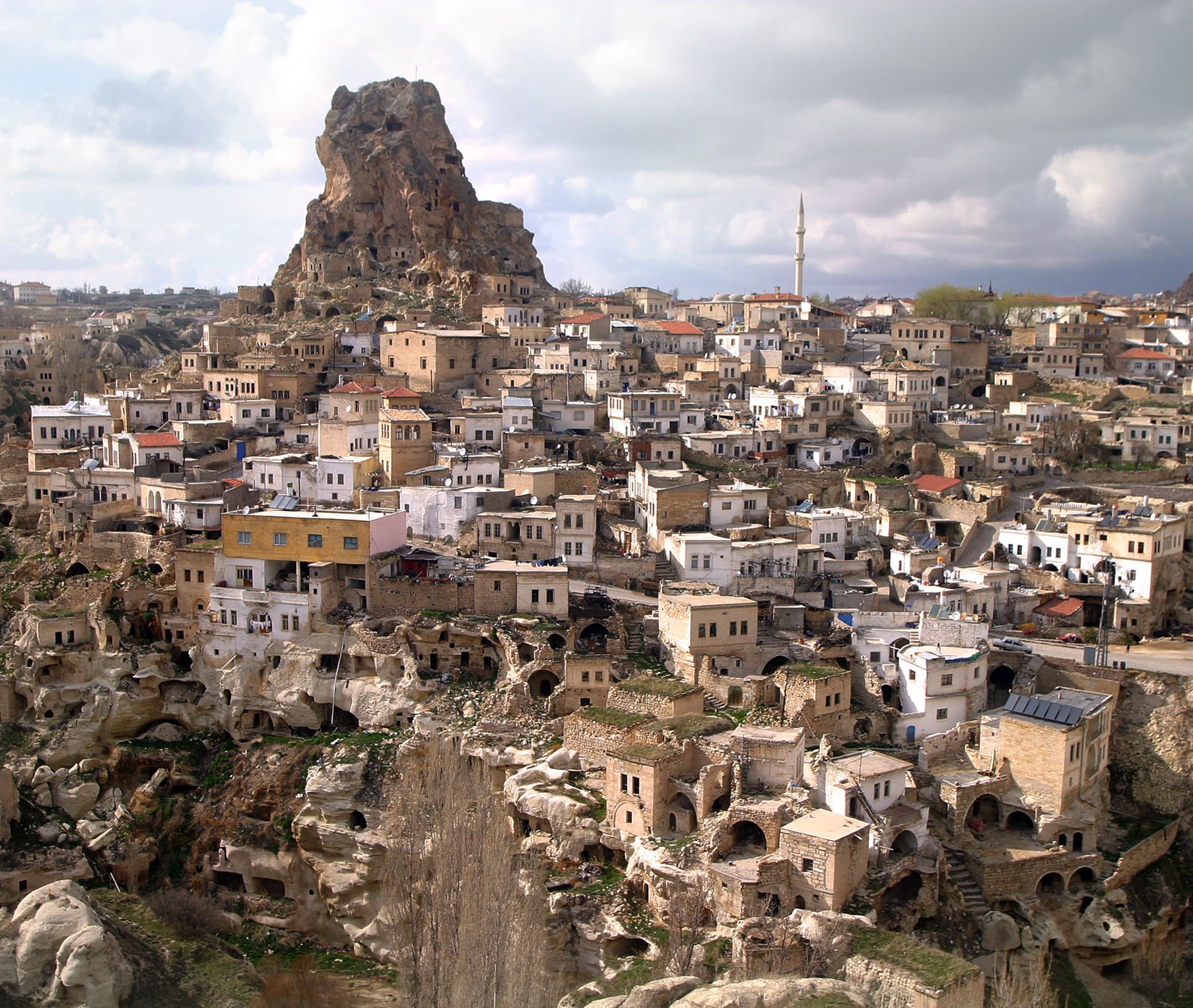
歐塔希沙
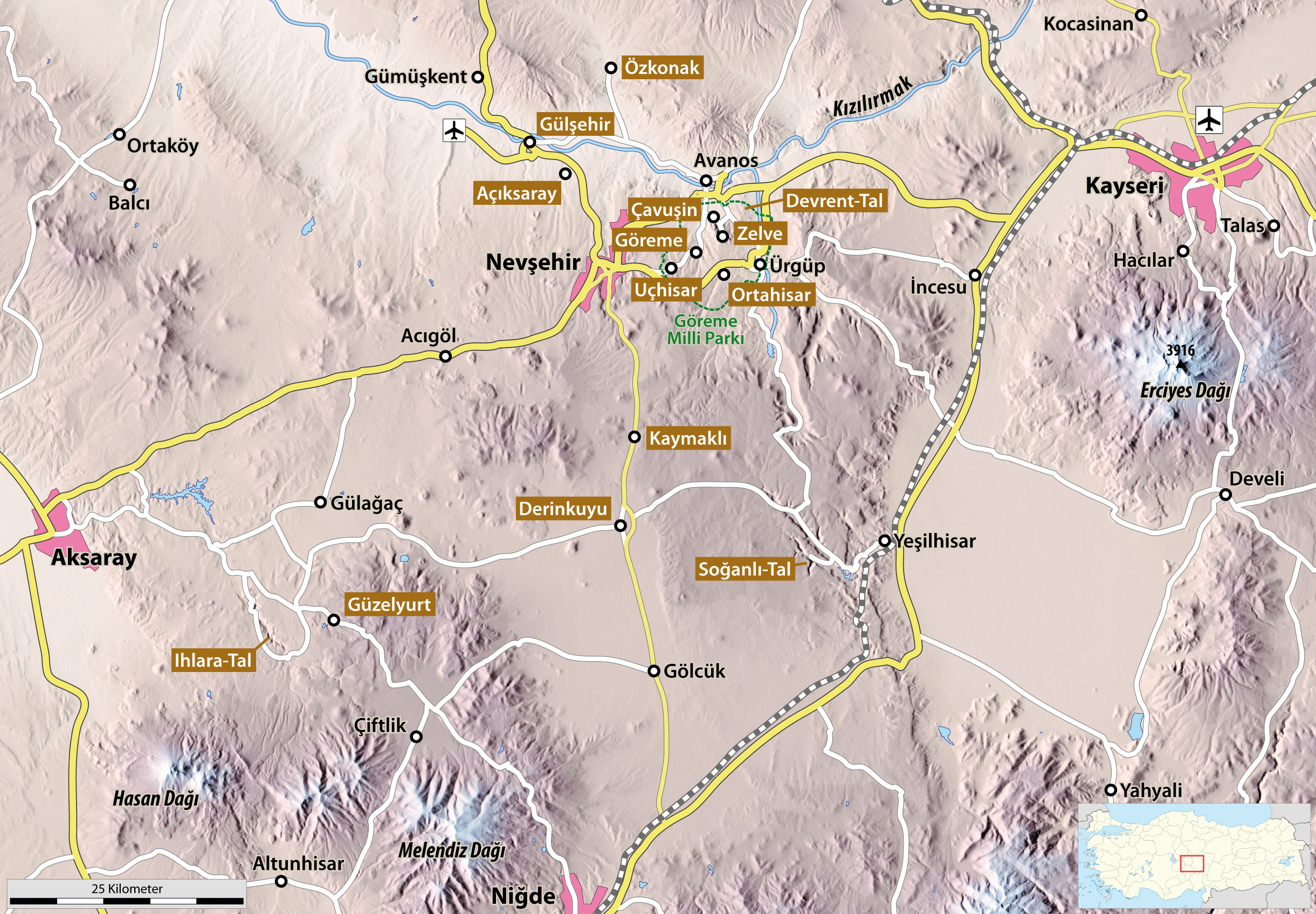
觀光地
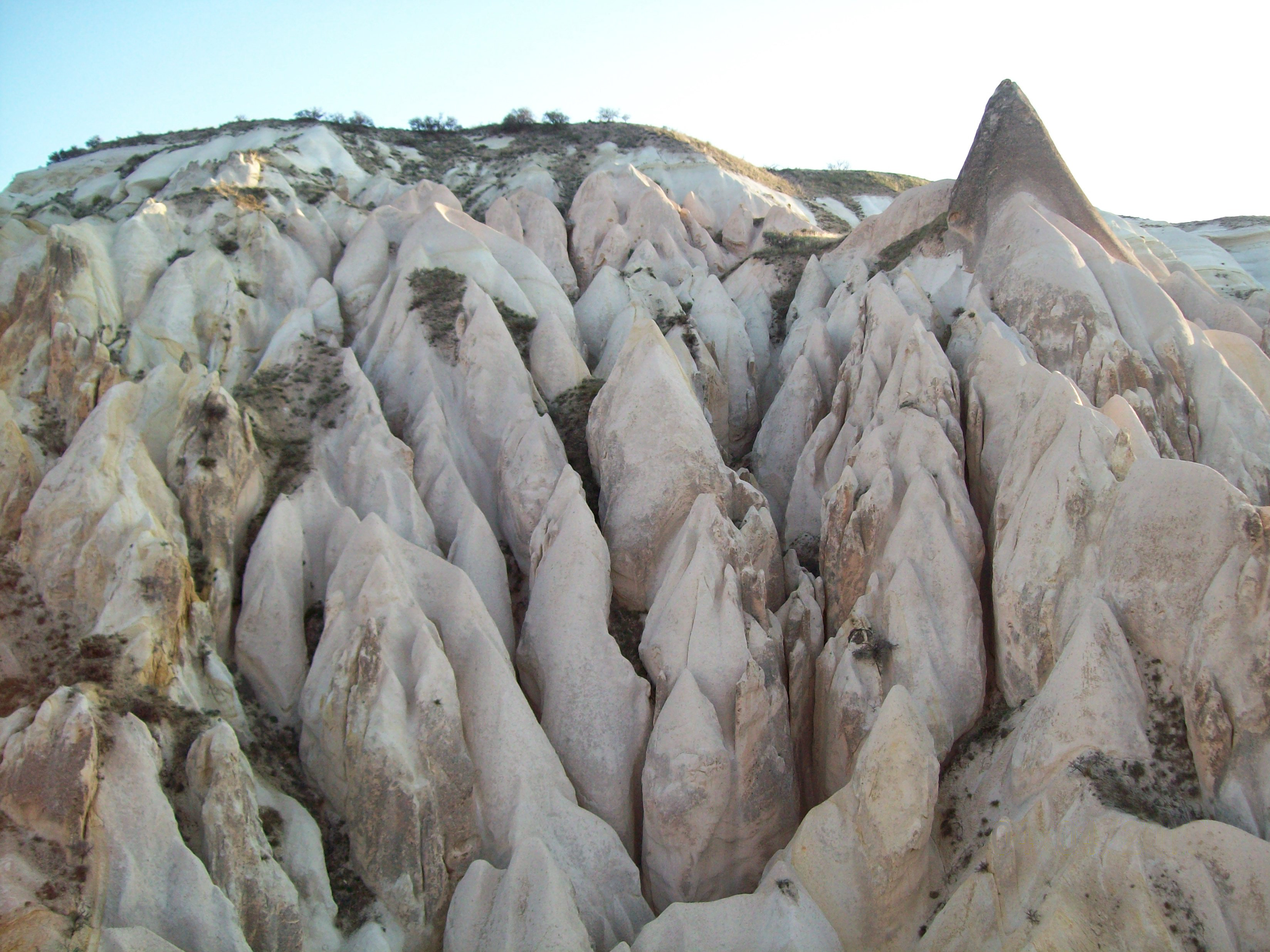
岩石
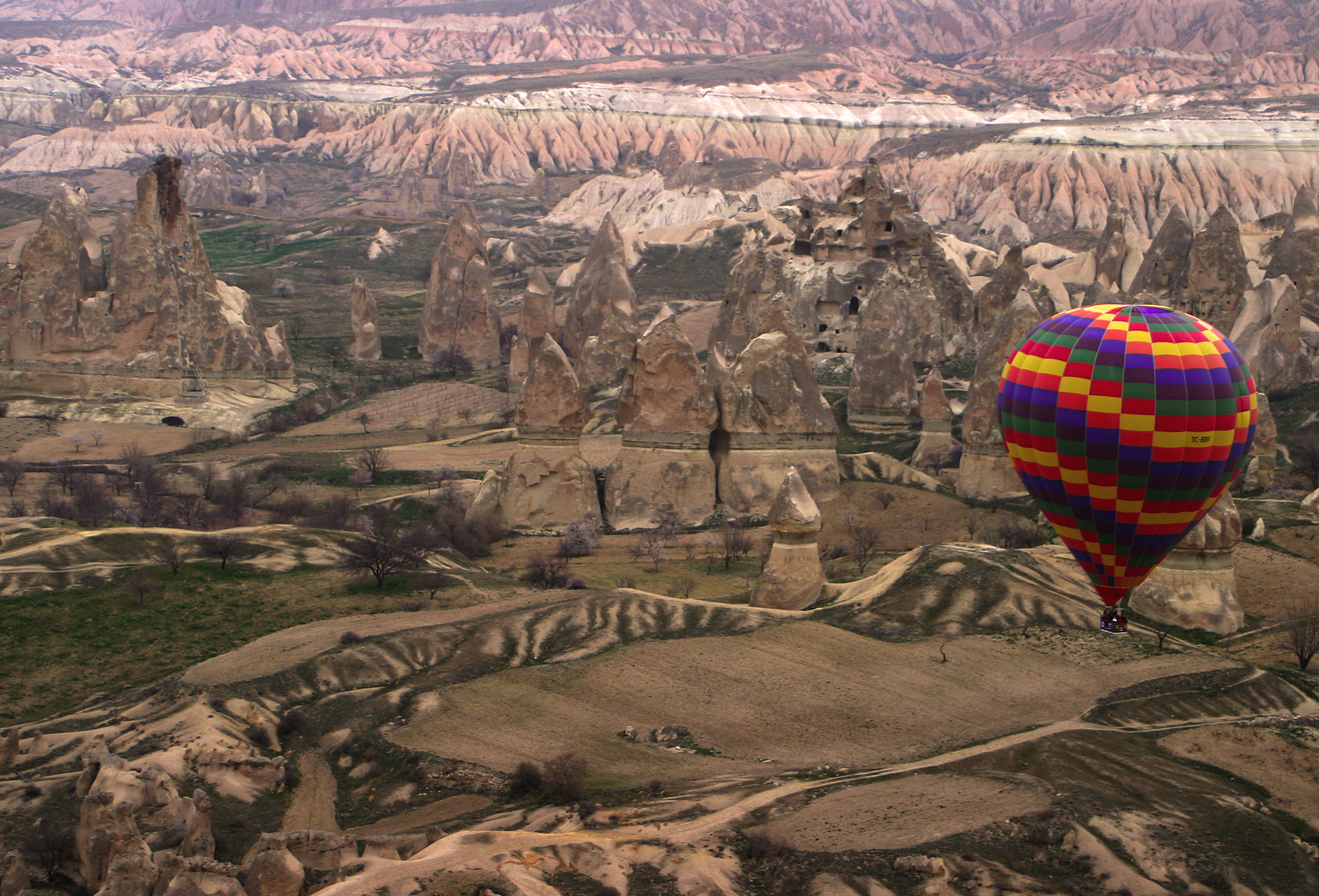
热气球
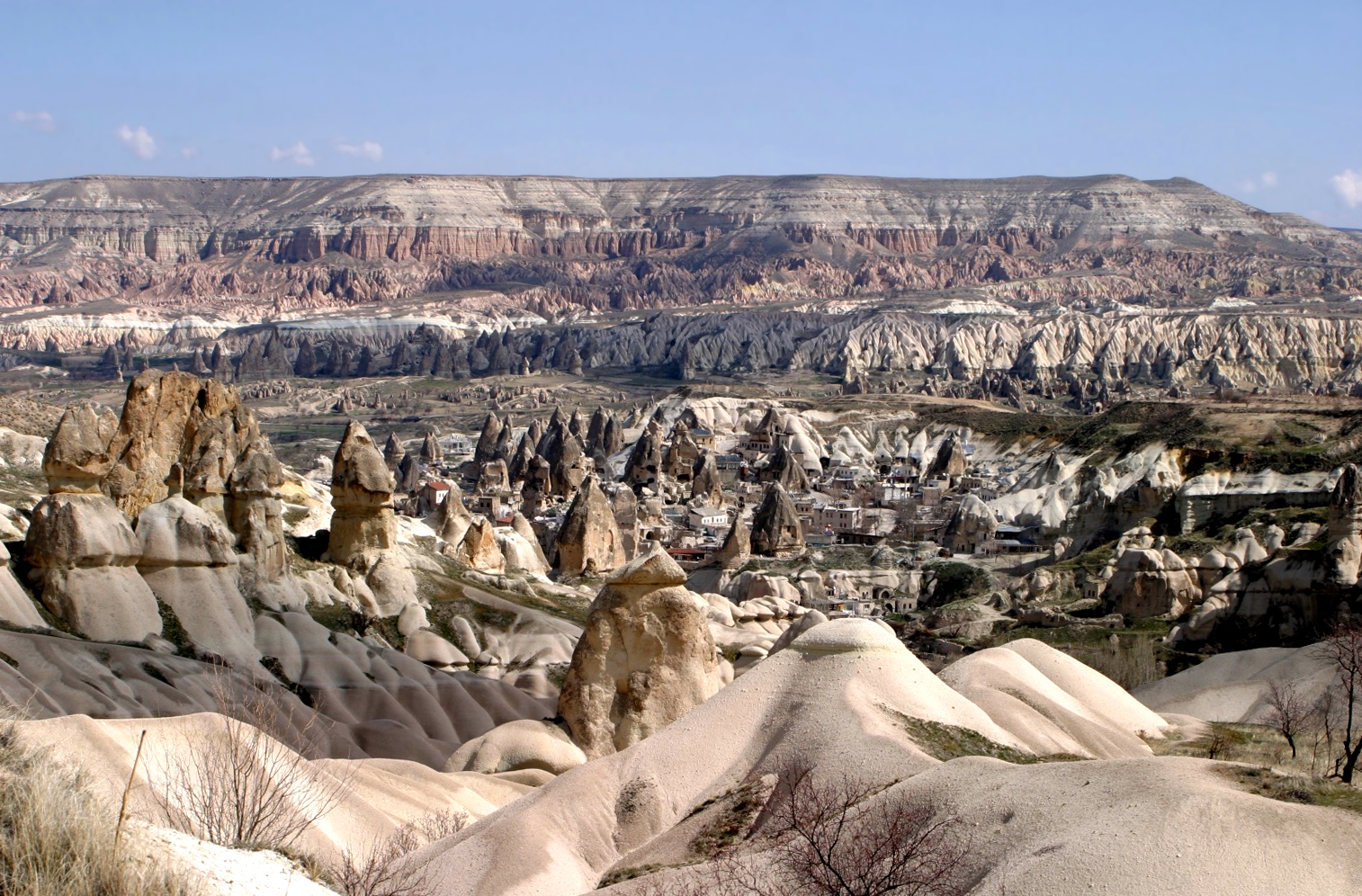
地貌
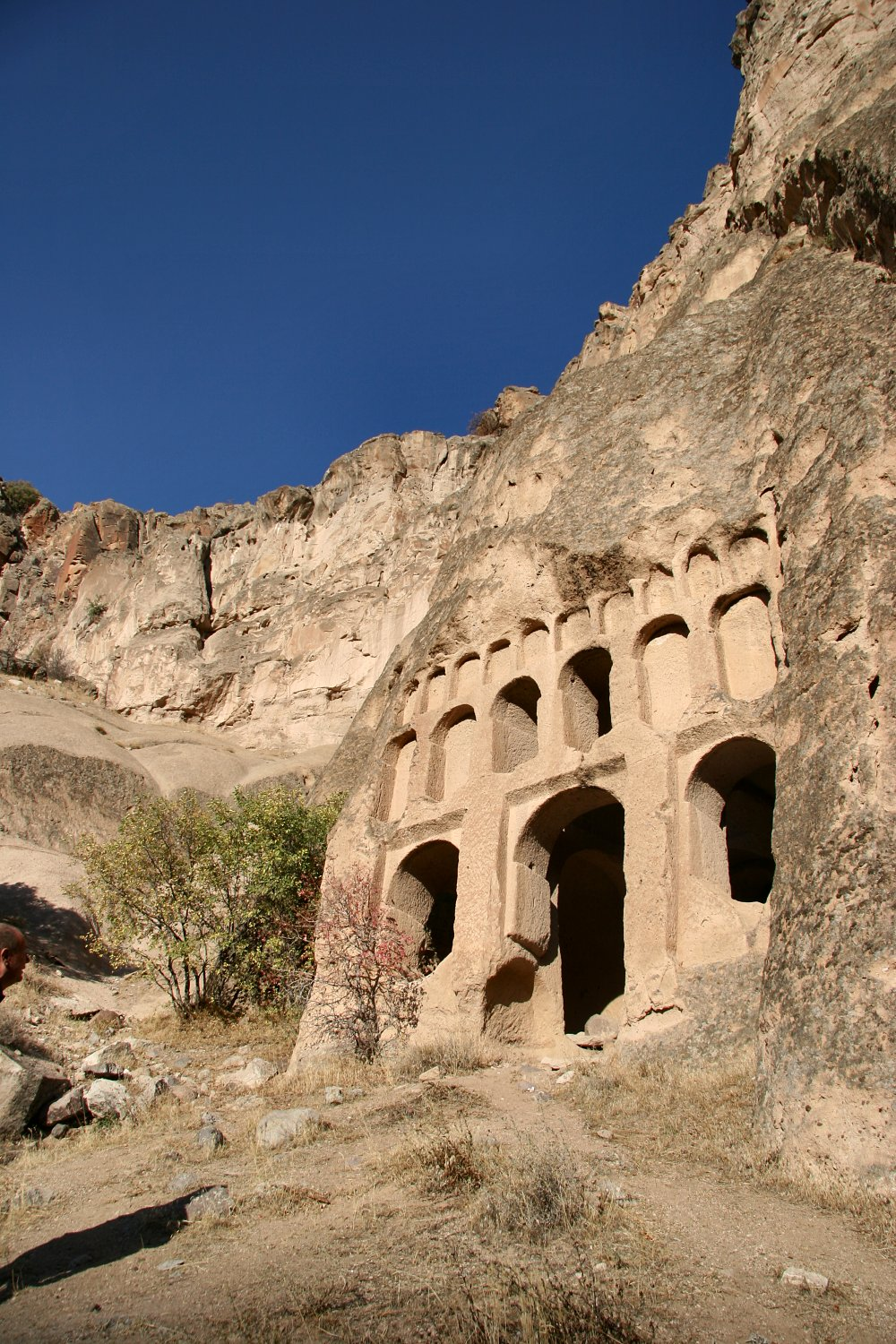
石窟教堂